# Stefano Ordini
Stefano Ordini (Grosseto, 2 ottobre 1961) è un pianista, compositore e polistrumentista italiano.

## Biografia
Studia al conservatorio Luigi Cherubini di Firenze pianoforte e composizione, e si diploma in fonologia e musica elettronica e successivamente in regia cinematografica all'Istituto Lorenzo de' Medici a Firenze.
Nel 1981 vince come pianista il premio Rotary Club "Il nuovo nel classico".
A partire dal 1984 si dedica alla composizione di colonne sonore per documentari e cortometraggi. Tra le altre compone la colonna sonora del cortometraggio Dalla finestra aperta, diretto da Francesco Falaschi, in cui il protagonista, un pianista timido e solitario interpretato da Claudio Gioè, è liberamente ispirato proprio alla figura di Stefano Ordini.
Inventore verso la fine degli anni ottanta del XX secolo dell'Arte e della Musica Metafonica.
Nel 2013 realizza la colonna sonora di Sweet Home, un film per la regia di Piero Bronzi, in cui il compositore ricopre anche il ruolo di attore. Nell'ambito del festival "Storie di cinema" promosso da Fondazione Grosseto Cultura, la giuria della sezione Digital Stores assegna all'opera visiva la menzione speciale per aver saputo narrare una storia sospesa tra realtà e immaginazione, con uno sguardo personale, senza indulgere a soluzioni convenzionali di ripresa e montaggio.

### Arte e musica metafonica
L'intuizione di Stefano Ordini per la Musica Metafonica scaturisce dall'incontro avvenuto nel 1987 con Marcello Bacci, studioso e ricercatore del fenomeno paranormale noto come transcomunicazione strumentale. Bacci fornisce a Stefano Ordini alcune registrazioni effettuate nell'ambito delle sue ricerche. Il materiale dell'archivio di Bacci, da un punto di vista musicale, è costituito da corali di voci che intonano lunghe sequenze di accordi e che si intrecciano politonalmente tra di loro, rievocando da un lato i madrigali e dall'altro le composizioni vocali di Bach, mentre la sovrapposizione armonica involontaria dei "coristi" rammenta certa musica tardonovecentesca di Ligeti, Stockhausen, Berio, Bussotti.
Dall'ascolto di queste testimonianze sonore considerate "non umane" Stefano Ordini inizia a creare le prime composizioni di "musica metafonica", con elaborazioni armoniche e melodiche che si uniformano alle "cellule metafoniche". Nel 1997 la prima opera di musica metafonica, Metafonie Vol. 1 è pubblicata da Musicisti Associati Produzioni MAP.
Negli anni successivi si dedica anche ad altre forme d'arte (pittura, letteratura, net art), secondo una forma d'espressione che identifica come "arte metafonica". 
Nel luglio 2015 l'editore Effigi pubblica per la collana Microcosmi delle arti il libro Metagrafie, la prima raccolta di immagini, segni, spartiti e scritti dell'autore. Al libro è allegato Oniricolorsounds, un disco di brani inediti e cover.

### ARTI e Pitture
Stefano Ordini realizza sette nuovi stili pittorici: pittura baccomorfa, pittura ufologica, partiture ufografiche, partiture metafoniche, erosculture, arte multidimensionale, arte multiuniversale.
In “Arti e pitture” sono comprese anche partiture grafiche, partiture tradizionali, testi e poesie visive. Il libro è stato presentato al 23º Salone Internazionale del libro di Torino (Moroni editore 2021).

## Opere

### Libri
- 2015 - Metagrafie - (Effigi)

### Discografia
- 1981 - Piano Solo – (Italian Records)
- 1994 - Sufi – (Samjaz)[senza fonte]
- 2005 - Metafonie vol. 1 – (Map Records)
- 2008 - Visions – (Alfa Records)
- 2012 - Spot Songs - (Alfa Project)
- 2015 - Oniricolorsounds - (Effigi)

### Colonne sonore
- 2013 - Sweet Home, (Iridescente Video Composer)

#### Collaborazioni con Sandro Spina
- 1984 - You Australia, (Raidue/Fonitcetra)
- 1985 - L'estate è un'avventura
- 1987 - La via della seta: Cina, (Raitre/Fonitcetra)
- 1988 - Corea '88, (Raidue/Fonitcetra)
- 1990 - Occhio sul mondo. L'ultimo oriente: Vietnam, (Raidue)

#### Collaborazioni con Francesco Falaschi
- 1993 - Schermi bianchi, docu-fiction con Andera Muzzi. Premio per il cortometraggio al Festival internazionale di Salerno 1993; premio nazionale di qualità per la regia 1993.
- 1995 - Furto con destrezza, corto-fiction con Nicola Tirabassi. Distribuito sul grande schermo con l'iniziativa "Corti stellari" e trasmesso da Raitre il 27 marzo 1997, nella serie "Lavori in corto". In concorso al festival N.I.C.E. (New Italian Cinema Events) di New York e Los Angeles, al festival di Montpellier (Francia), al festival di Drama (Grecia). Distribuito da Filmalpha/Emme.
- 1999 - Quasi fratelli, corto-fiction con Renato Carpentieri e Roberta Terregna, vincitore del David di Donatello 1999 come miglior cortometraggio; migliore sceneggiatura al festival Maremetraggio 2000 di Trieste.
- 2004 - Minestrone, cortometraggio con Roberto Marini e Annamaria Vannini, vincitore al Salento Finibus Terrae del premio Safiter e del premio Assessorato Cultura Mediterraneo Regione Puglia.[9] Produzione: Coop Toscana Lazio, Comune di Livorno.
- 2005 - Dalla finestra aperta, cortometraggio con Cecilia Dazzi, Claudio Gioè. Produzione: Videofactory, Istituto Professionale Einaudi Grosseto.[3]
- Spot per Coop News, con Paolo Migone.
- 2012 - My Tuscany - Art storm, cortometraggio con Jessica Brando, proiettato il 19 settembre 2012 in anteprima mondiale alla cinquantesima edizione del New York Film Festival (Lincoln Center - Film Center Amphitheater).[10]
- 2016 - Una bellissima bugia, cortometraggio di Lorenzo santoni con Paolo Sassanelli e Beniamino Marcone, prodotto da Francesco Falaschi. Primo premio 'miglior film di autori italiani' alla XVIII edizione del Fano International Film Festival. Altre partecipazioni: Cannes short film festival, il Canadian Diversity film festival, il Festival International du Film sur le Handicap di Cannes, il Misff - Montecatini International Short Film Festival - 2016, Visioni Corte Film Festival.[11]